# Euless (Teksas)
Euless je grad u američkoj saveznoj državi Teksas. Prema popisu stanovništva iz 2010. u njemu je živjelo 51.277 stanovnika.